# ولادیمیر پوتانین
ولادیمیر آلِگوویچ پوتانین (به روسی: Владимир Олегович Потанин) (زاده ۳ ژانویه ۱۹۶۱) کارآفرین، بازرگان و مدیر ارشد اجرایی روس است، که مالک اصلی و رئیس هیئت مدیره شرکت اینتروس می‌باشد.
وی در سال ۲۰۱۳ از سوی مجله اقتصادی فوربز به‌عنوان چهارمین فرد ثروتمند روسیه شناخته شد، همچنین در فهرست ثروتمندترین افراد جهان، در رتبه ۴۶ قرار گرفت.
این درحالی است که قبل از طلاق گرفتن از همسرش در سال ۲۰۱۲، در جایگاه ۵۸ دنیا قرار داشت. بعد از طلاق، وی هر ماه مبلغ ۲۴۰ هزار دلار به همسرش، ناتالیا، پرداخت می‌کند.
«ولادیمیر پوتانین» از یک خانواده بانفوذ کمونیست بود که بعد از فروپاشی به تجارت روی آورد. او ابتدا با «میخاییل پروخورف» دیگر میلیاردر روس (و نامزد ریاست جمهوری روسیه در سال ۲۰۱۲) شریک شد، اما بعدها این دو از هم جدا و به تنهایی به کسب ثروت مشغول شدند.
در حال حاضر او مدیر شرکت Norilsk Nickel، بزرگ‌ترین شرکت تولید نیکل و پالادیوم جهان است و در زمینه‌های تجاری مختلفی از ملک و املاک گرفته تا رسانه و گردشگری سرمایه‌گذاری‌های سنگینی کرده‌است.